# Parque de San Amaro
Parque de San Amaro är en park i Spanien. Den ligger i den spanska exklaven Ceuta i Nordafrika. Parque de San Amaro ligger 127 meter över havet.